# Nathan Allan de Souza
Nathan Allan de Souza, noto semplicemente come Nathan (Blumenau, 13 marzo 1996), è un calciatore brasiliano, centrocampista del Grêmio.

## Caratteristiche tecniche
È un centrocampista offensivo che trova la sua collocazione ideale come trequartista.

## Carriera

### Atletico Paranaense
Nato a Blumenau, nel 2009 primi passi nelle giovanili dell'Athl. Paranaense. Promosso in prima squadra ad inizio 2014, il 29 gennaio, debutta in Coppa Libertadores sostituendo Marcelo Cirino a dieci minuti dalla fine della gara persa contro lo Sporting Cristal. Il 22 maggio seguente, invece, fa il proprio debutto in Série A in un pareggio contro il Corinthians.
Date le buone prestazioni fornite per il club nell'ottobre dello stesso anno rinnova il proprio contratto, tuttavia a seguito di alcune rivelazione da parte del calciatore contro alcune decisioni del club che è finito con un incontro in tribunale, viene retrocesso nella formazione Under-23.

### Chelsea e prestito al Vitesse
Messosi in mostra durante il campionato sudamericano Under-20, nel luglio 2015 viene acquistato dal Chelsea per una cifra non rivelata che si presume sia attorno ai 4.5 milioni di euro.
Pochi giorni dopo il trasferimento ai blues, viene mandato in prestito al Vitesse, assieme a Isaiah Brown e Lewis Baker. Il 6 agosto debutta in UEFA Europa League nella sconfitta contro il Southampton per 0-2. Tre giorni dopo fa il proprio debutto in Eredivisie; mentre il 24 agosto segna la prima rete con il club nella vittoria contro il Roda JC per 3-0. Nel corso della stagione trova il campo in 19 occasioni e segnando in tutto due volte.
A seguito delle buone prestazioni nel giugno 2016 il Chelsea annuncia il rinnovo del prestito per un'altra stagione. Il 6 agosto seguente, in occasione della prima giornata del campionato 2016-2017 segna la sua prima doppietta nella vittoria per 4-1 contro il Willem II. Nell'aprile del 2017 vince la coppa olandese battendo in finale l'AZ Alkmaar per 2-0. Conclude la stagione totalizzando 32 partite, di cui 21 da titolare, segnando cinque gol.

### Amiens
Concluso il prestito, torna al Chelsea che il 31 agosto 2017 ne annuncia il passaggio in prestito all'Amiens. Debutta in Ligue 1 il 17 settembre nella sconfitta in trasferta per 2-0 contro l'Olympique Marsiglia. Durante il resto della stagione fa soltanto altre due presenze in Coupe de la Ligue, motivo per cui nel gennaio 2018 fa ritorno al Chelsea, che il 18 gennaio lo manda di nuovo in prestito al Belenenses.

### Atlético Mineiro
Il 24 luglio 2018, fa ritorno in patria, trasferendosi in prestito fino al 2020 all'Atlético Mineiro. Debutta con gli alvinegro il 15 ottobre 2018 nel pareggio contro l'América-MG.
Nel corso della stagione totalizza altre 7 presenze con il giocatore relegato nei ranghi delle riserve per gran parte della stagione.
La stagione successiva trova il proprio esordio assoluto in Coppa Sudamericana il 22 maggio 2019 contro l'Unión La Calera; preceduto dal primo gol in maglia alvinegra  il 5 maggio 2019 contro il Ceará.
Diventato ormai uno dei titolari, nel luglio 2020 viene riscattato firmando un contratto quadriennale.
Nelle stagioni successive contribuisce attivamente alla conquista della Coppa brasiliana e del campionato brasiliano.

### Fluminense
Il 4 gennaio 2022 viene acquistato in prestito dal Fluminense.

### Nazionale
Nel 2013 è stato convocato dal Brasile per disputare i Mondiali Under-17.
Nel 2015 è stato convocato dal Brasile per disputare il Campionato sudamericano Under-20.

## Palmarès

### Club

#### Competizioni statali
- Campionato Mineiro: 2

Atlético Mineiro: 2020, 2021
- Campionato Carioca: 1

Fluminense: 2022
- Taça Guanabara: 1

Fluminense: 2022

#### Competizioni nazionali
- Coppa dei Paesi Bassi: 1

Vitesse: 2016-2017
- Campionato brasiliano: 1

Atlético Mineiro: 2021
- Coppa del Brasile: 1

Atlético Mineiro: 2021
- Supercoppa del Brasile: 1

Atlético Mineiro: 2022